# Prix New Zealand Post
Le prix New Zealand Post (catégorie Book), ancien prix Montana est un prix littéraire néo-zélandais (en anglais Montana Awards qui existe depuis 1994 (mais succède au Wattie (et plus tard au Goodman Fielder Wattie) Book Award, fondé en 1963. En 1996, le Montana Awards a fusionné avec le New Zealand Book Awards pour former le Montana New Zealand Book Awards, géré par Booksellers New Zealand et offrant des prix dans huit différentes catégories.
Les critères d'attribution sont décrits dans New Zealand Books in Print.
Il existe deux médailles différentes :
- la médaille Deutz pour les œuvres, catégorie fiction (un vainqueur et deux accessits pour cinq finalistes) ;
- la médaille Montana pour les œuvres d'essai (sept catégories : Poésie, Histoire, Biographie, Environnement, Lifestyle et culture contemporaine, Illustré ainsi que Référence et Anthologie (un vainqueur par catégorie).